# Édipo (Sêneca)
Édipo (Oedipus) é uma  fabula cothurnata, isto é, uma tragédia latina sobre tema grego, escrita no século I  pelo tragediógrafo e filósofo estoico romano Lúcio Aneu Sêneca, com base na tragédia de Sófocles, Édipo Rei, que, juntamente com Édipo em Colono e Antígona, integra a trilogia tebana do autor grego, o qual, por sua vez, baseara seu trabalho nos fragmentos da Edipodia (em grego antigo, Οἰδιπόδεια), um poema épico perdido do Ciclo Tebano - conjunto de quatro poemas épicos compostos entre os séculos VIII a.C e VI a.C. e que narravam a história mítica da cidade beócia de Tebas.